# Rue de Toul
La rue de Toul est une voie située dans le quartier du Bel-Air du 12e arrondissement de Paris.

## Situation et accès
La rue de Toul est accessible à proximité par les lignes de métro 6 à la station Bel-Air et 8 à la station Michel Bizot.

## Origine du nom
Elle porte le nom de la ville de Toul, chef-lieu d'arrondissement du département de Meurthe-et-Moselle.

## Historique
Cette rue, ancien « sentier Saint-Antoine » historiquement ouvert au XVIIIe siècle sur la commune de Saint-Mandé, a été incorporée à la ville de Paris lors de l'annexion de la zone en 1863. Elle prend le nom de « rue Sibuet » en 1868 puis, après la construction de la ligne de Vincennes qui la scinda en deux parties, elle devient en 1893, dans sa partie méridionale, la rue de Toul en référence à la ville de Meurthe-et-Moselle qui fut assiégée durant la guerre franco-prussienne de 1870.

## Bâtiments remarquables et lieux de mémoire
- La rue donne accès à la promenade plantée.
- Au no 32 de la rue, le compositeur Pierre Henry habitait et travaillait dans sa « maison de sons[2] », de 1971 jusqu'à sa mort en 2017.